# ليزلي ماكنزي
ليزلي ماكنزي هي لاعبة اتحاد الرغبي كندية، ولدت في 23 ديسمبر 1980.